# William Tutte
William Thomas Tutte (14 mai 1917 – 2 mai 2002) est un mathématicien et cryptanalyste britannique, puis canadien. Pendant la Seconde Guerre mondiale, il décrypte l'un des principaux codes allemands, ce qui a un impact significatif sur le succès des opérations alliées. Il apporte aussi des contributions importantes en mathématiques, dont un travail fondateur en combinatoire, notamment en théorie des matroïdes et en théorie des graphes.

## Biographie
Tutte est né à Newmarket dans le Suffolk, d'un père jardinier. À 18 ans, il étudie la chimie au Trinity College de l'université de Cambridge. Comme étudiant, il fait des recherches sur la quadrature du carré, publiées notamment sous le pseudonyme collectif de Blanche Descartes.
Au début de la Seconde Guerre mondiale, son tuteur suggère qu'il rejoigne la Government Code and Cypher School à Bletchley Park, ce qu'il fait en mai 1941. Tutte travaille comme cryptanalyste et réussit, dans ce qui est parfois considéré comme « une des plus grandes prouesses intellectuelles de la Seconde Guerre mondiale », à déduire la structure de la machine de chiffrement allemande Lorenz SZ 40/42 — surnommée Tunny — à partir de la seule connaissance de quelques messages chiffrés interceptés.
Il enseigne ensuite les mathématiques à l'université de Toronto, puis à l'université de Waterloo peu après sa fondation en 1957.
Tutte reçoit le prix Jeffery-Williams en 1971.
Il est décédé le 2 mai 2002 en Ontario.

## Postérité
À l’occasion du centenaire de la naissance de Tutte, le Musée national de l’informatique de Bletchley Park dévoile le 14 mai 2017 un programme en ligne permettant de simuler le fonctionnement de Tunny,.

## Travaux
En plus de son travail en cryptanalyse, Tutte est connu pour ses travaux en combinatoire, théorie des matroïdes, et théorie des graphes. Il a notamment étudié la factorisation de graphes, démontré que la conjecture de Tait était fausse et introduit le polynôme de Tutte.

## Documentation
- J. J. O'Connor et E. F. Robertson, « William Thomas Tutte », dans MacTutor Biography, University of St Andrews, 2003 (lire en ligne)